# Майкл Ґрандадж
Ґрандадж Майкл (англ. Michael Grandage; нар. 2 травня 1962) — британський режисер, актор та продюсер, художній керівник «Michael Grandage Company». З 2002 по 2012 роки був художнім керівником театру «Donmar Warehouse» в Лондоні.

## Життєпис
Майкл Ґрандадж народився в Йоркширі, Англія, і виріс у місті Пензанс, Корнволл, де його батьки володіли сімейним бізнесом. Здобув освіту в школі «Гемфрі Деві». Навчався у «Центральній Школі сценічної мови і драматичного мистецтва» «Лондонського університету». 
Дванадцять років Майкл Ґрандадж працював актором у «Національному молодіжному театрі», манчестерському театрі «Королівська біржа» та у «Королівській шекспірівській компанії», перш ніж зайнятися режисурою. Режисерський дебют відбувся у 1996 році, Майкл Ґрандадж поставив «Останній янкі», за однойменним твором Артура Міллера, у «Меркурі театрі», Колчестера. 
У 1998 році Майкл Ґрандадж був запрошений працювати у «Шеффілд театр», де він поставив п'єсу Шекспіра «Дванадцята ніч, або Як вам завгодно». З 1999 по 2005 рік він був художнім керівником Шеффілд театру.
З 2002 по 2012 рік Майкл Ґрандадж був художнім керівником театру «Donmar Warehouse» в Лондоні. У 2010 році Майкл Ґрандадж почав працювати в опері.
У 2010 році його п'єса «Червоний», за однойменним твором Джона Логана, виграла шість номінацій премії «Тоні», серед яких — за найкращу п'єсу та найкращу режисуру.
Майкл Ґрандадж мешкає зі своїм партнером Крістофером Орамом у Лондоні.

## Michael Grandage Company
В кінці 2011 року Майкл Ґрандадж створив «Michael Grandage Company» разом з Джеймсом Бірманом, колишнім виконавчим продюсером «Donmar Warehouse».
У 2014 році Ґрандадж та Бірман почав роботу над своїм першим художнім фільмом «Геній». 

## Фільмографія
Режисер / Продюсер
- «Геній» / Genius / (2016)
- «Мій поліцейський» / My Policeman / (2022)

Актор
- «Муза вогню» / Muse of Fire / (2013)[8];
- «Багз: електронні жучки» / Bugs / (серіал, 1995-1998);
- «Божевілля короля Георга» / The Madness of King George / (1994)[9];
- «Брат Кадфаель» / Cadfael / (серіал, 1994-1996) [10];
- «Анна Лі» / Anna Lee / (серіал, 1994)[11];
- «Дім сестер Елліотт» / The House of Eliott / (серіал, 1991-1994)[12];
- «Джозі» / Josie / (серіал, 1991)[13];
- «Зелена людина» / The Green Man / (серіал, 1990)[14];
- «Отелло» / Othello / (ТБ, 1990)[15];
- «Вечірній театр» / Theatre Night / (серіал, 1985-1990)[16];
- «Другий екран» / Screen Two / (серіал, 1985-2002)[17];
- «Суддя Рампол» / Rumpole of the Bailey / (серіал, 1978-1992)[18].